# 니시코즈촌
니시코즈촌(일본어: 西高津村)은 일본 오사카부 히가시나리군에 있던 촌이다. 현재의 오사카시 주오구 나카데라, 다니정, 덴노지구 시타데라정에 해당한다.

## 역사
- 1869년 4월 1일 - 오사카부에 소속되었다.
- 1889년 4월 1일 - 정촌제 시행에 의해 히가시나리군 니시코즈촌이 성립하였다.
- 1897년 4월 1일 - 오사카시에 편입해, 히가시구 니시고우즈가 되었다.
- 1900년 - 다니마치 8 - 9정목、니시고우즈나카데라정, 이쿠다마정, 시타데라정 1정목이 되었다.

## 참고문헌
- 『가도카와 일본 지명 대사전 27 大阪府』角川書店、1983年。 ISBN 978-4-04-001270-4
- 『市町村名変遷辞典』東京堂出版、1990年。